# 753 a.C.
Il 753 a.C. (DCCLIII a.C. in numeri romani) è un anno  dell'VIII secolo a.C.

## Eventi
- 21 aprile - Natale di Roma: secondo la tradizione, Romolo fonda Roma sul Palatino, tracciandone il confine sacro (Pomerio)
- Inizia convenzionalmente il periodo monarchico di Roma, che durerà fino al 509 a.C.

## Morti
- 21 aprile - Remo, romano (n. 771 a.C.)
- Alcmeone, politico ateniese